# Arboreto de la Universidad de Kentucky
El Arboreto de la Universidad de Kentucky en inglés : University of Kentucky Arboretum (También conocido como University of Kentucky/Lexington-Fayette Urban County Government Arboretum o Lexington Arboretum), es un arboreto y jardín botánico de 40 hectáreas ( 100 acres) de extensión, en la Universidad de Kentucky, Estados Unidos. 

## Localización
Se ubica en el campus de la Universidad de Kentucky
University of Kentucky Arboretum Kentucky University campus, Lexington, Fayette county, Kentucky KY 859 United States of America-Estados Unidos de América.
Planos y vistas satelitales.38°2′0″N 84°30′0″O / 38.03333, -84.50000
Se encuentra abierto, desde el alba al ocaso, todos los días del año. 

## Historia
El arboreto fue creado en 1991, año en el que el terreno del arboreto estaba saturado de plantas invasoras tales como madreselvas y euonymus. 
La eliminación de tales plantas invasoras ha sido y continúa siendo una meta importante del personal del arboreto y se ofrece como una tarea comunitaria para equipos de voluntarios.

## Colecciones
El arboreto alberga varios jardines temáticos entre los que destacan:
- Jardín de exhibición de los jardines más comunes de las casas de la zona.
- Jardín de hortalizas.
- Jardín de hierbas.
- Huerto de árboles frutales y árboles de nuez (incluyendo Juglans nigra, Juglans regia, Juglans major, Carya illinoinensis, especies de nuez dura, y diferentes especies de castaños así como cultivares de manzanos enanos, un caqui americano y árboles nativos de papaya).

El All-America Selections, tiene aquí unos terrenos de pruebas y de exhibición de plantas leñosas. Con las colecciones de:
- Plantas cubresuelos.
- Colección de plantas leñosas.
- "Una Caminata a través de Kentucky", donde se simulan los siete diferentes paisajes regionales de Kentucky, desde: Bluegrass, Knobs, las mesetas de los Apalaches, montañas Cumberland, mesetas del Misisipi y las externas "Cuenca de Nashville" (Pennyroyal), Shawnee Hills, ensenada del Misisipi y la región aluvial (Jackson Purchase).

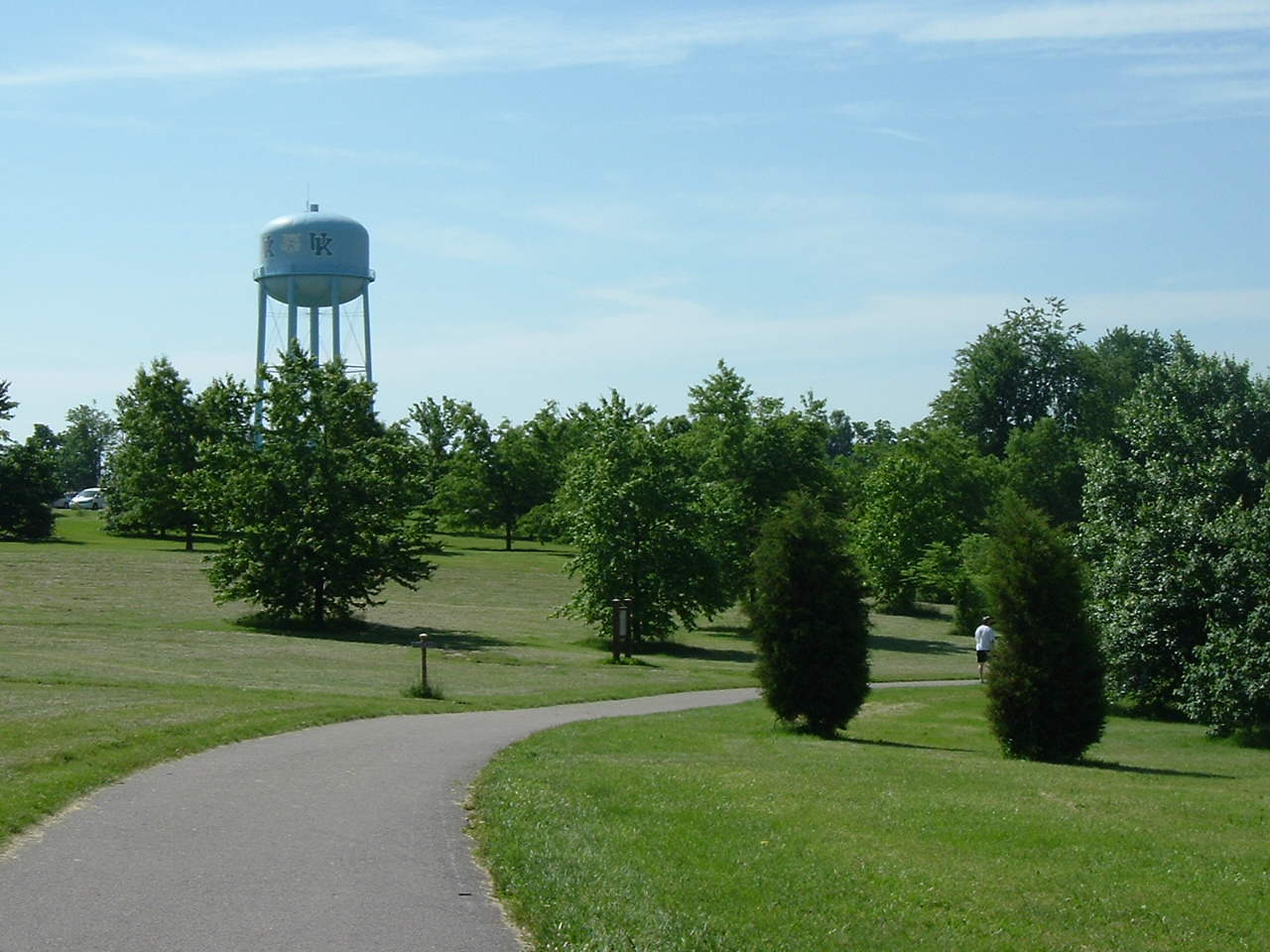
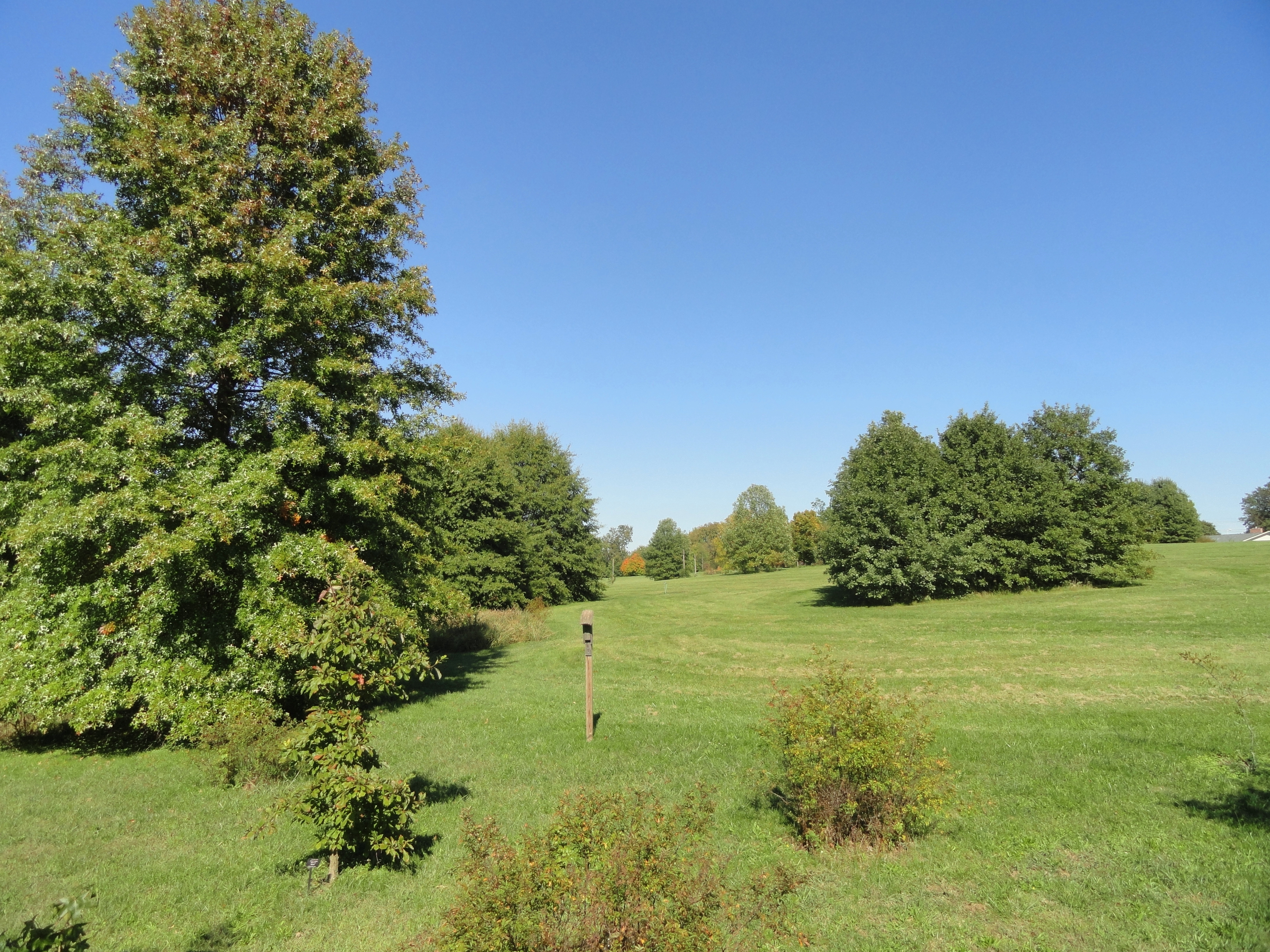
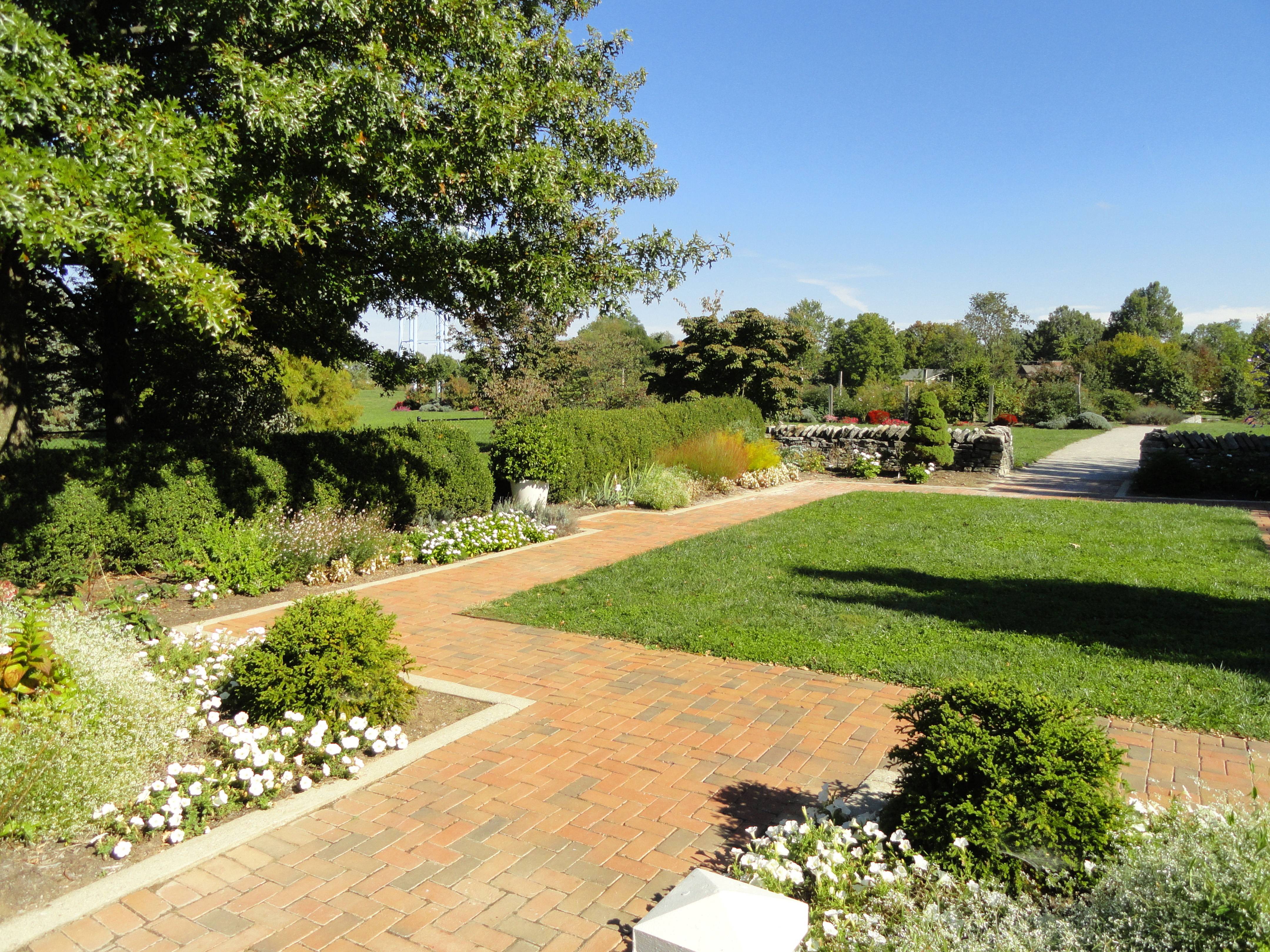
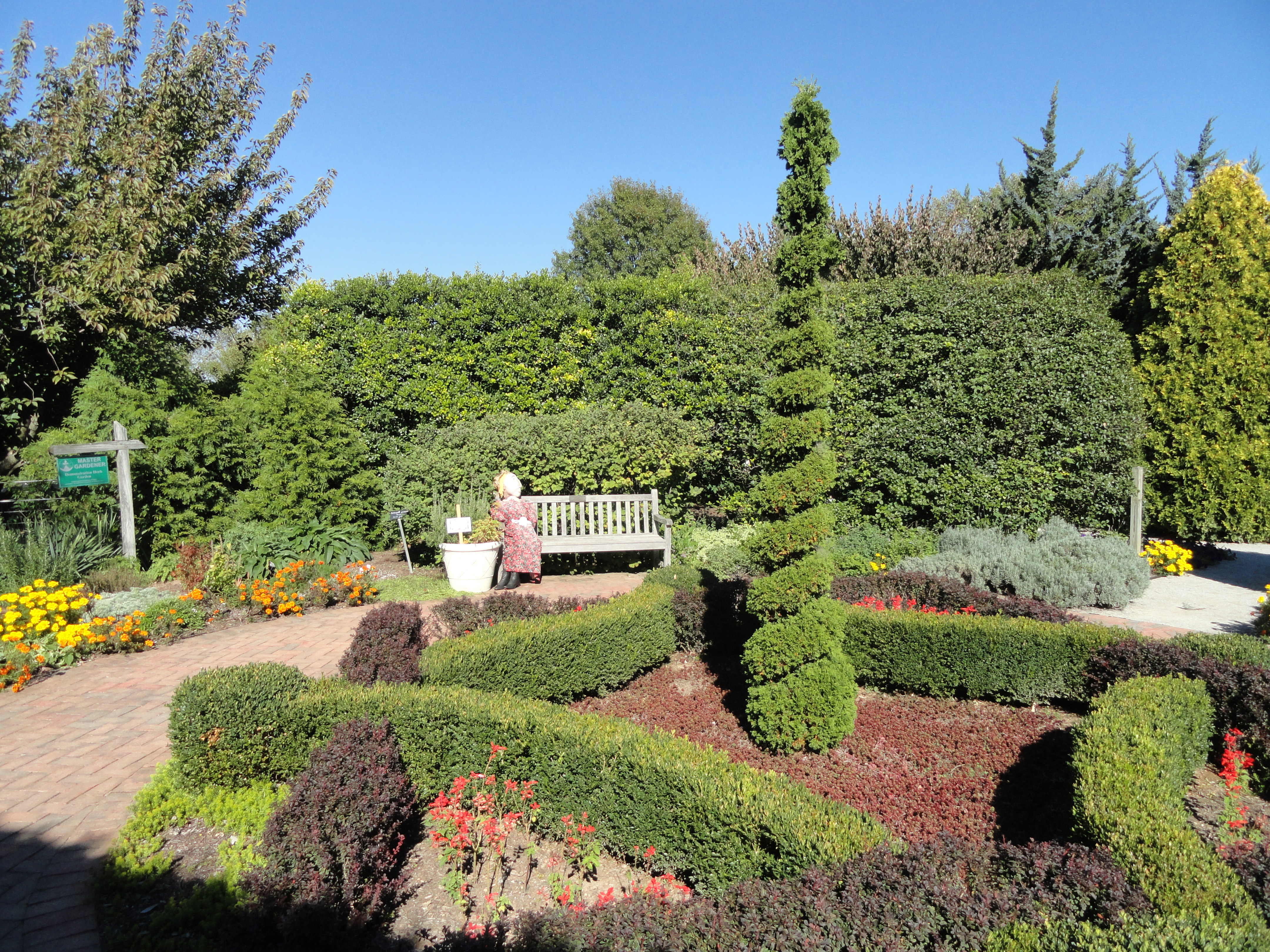
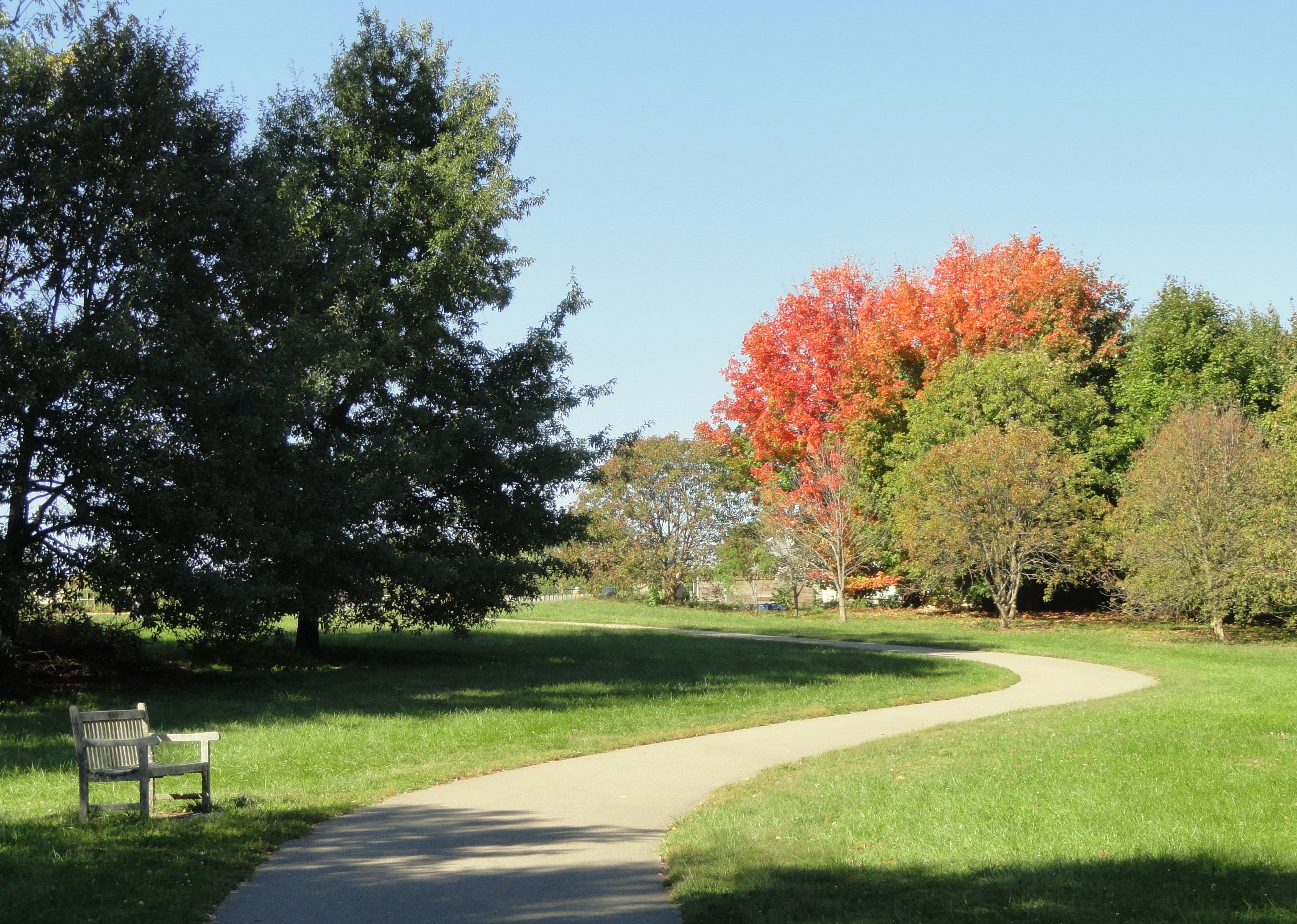
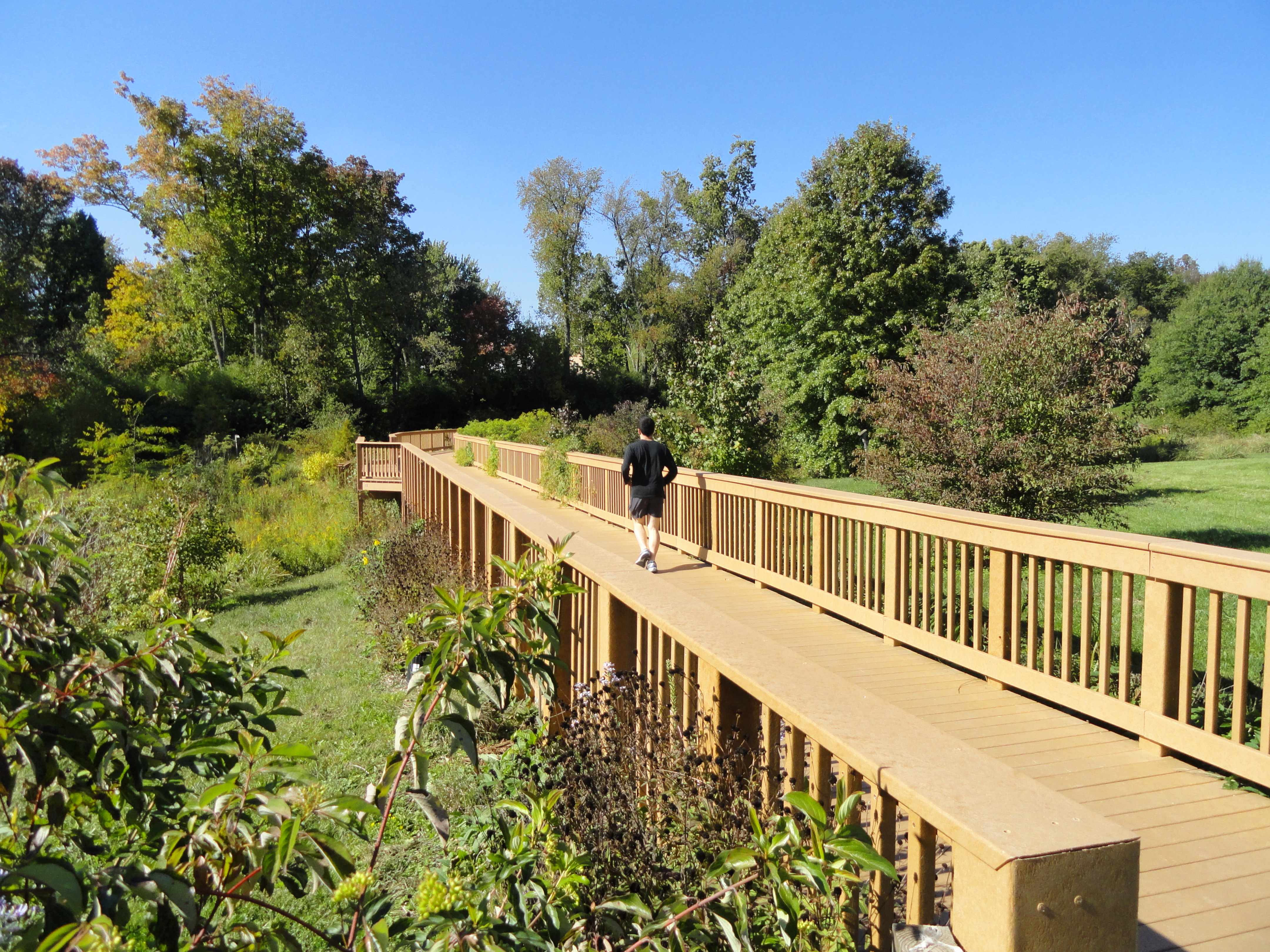
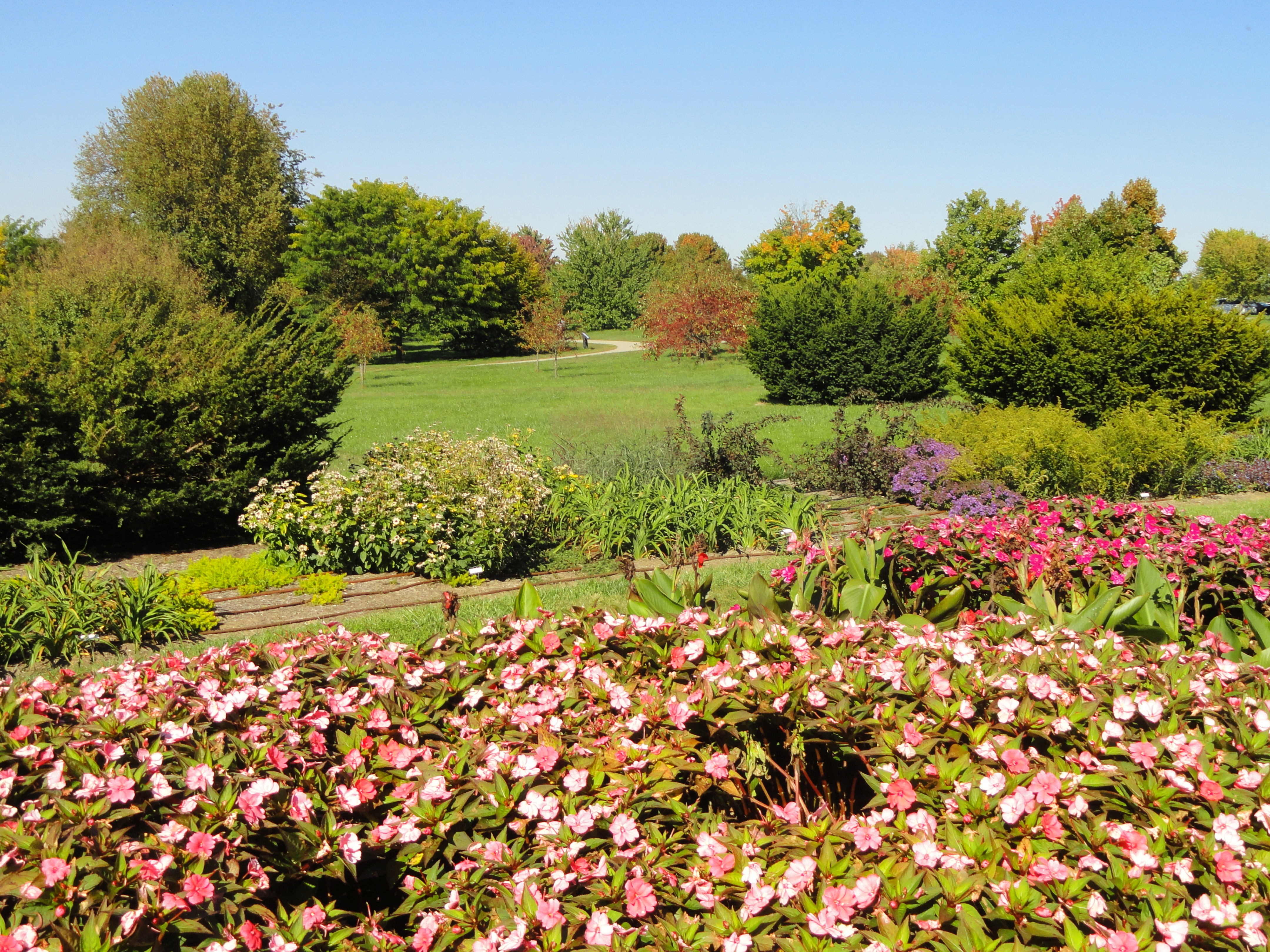
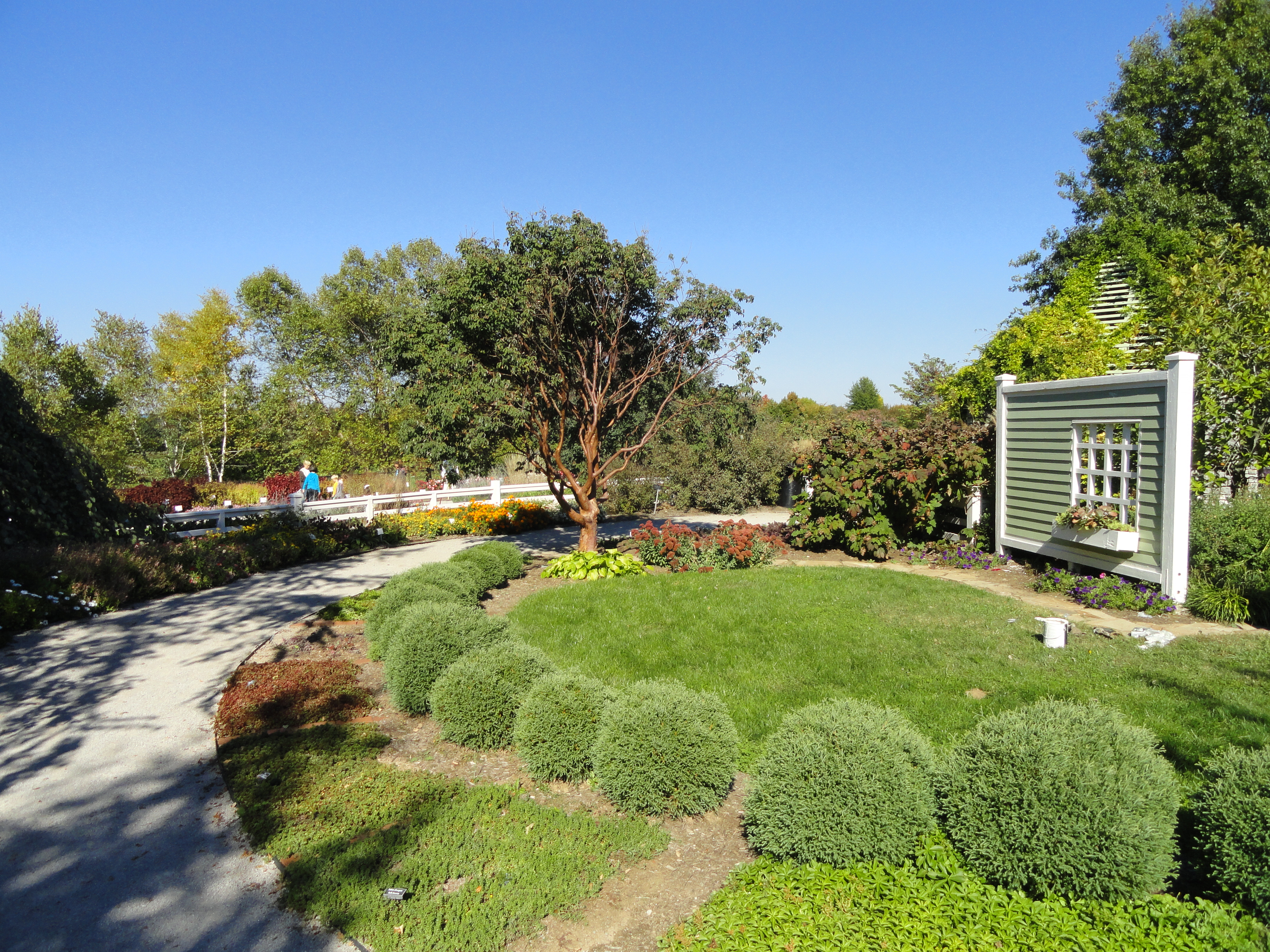